# Laboratorio Organizacional
El Laboratorio Organizacional (LO), conocido también como Organization Workshop (OW) en inglés, y anteriormente en portugués o español como Laboratorio Experimental, es un evento de «capacitación» organizacional masiva dirigido a grandes grupos de desempleados y subempleados. Los participantes adquieren el dominio de nuevas habilidades –organizacionales y profesionales– usando el principio de «aprendizaje basado en la experiencia».

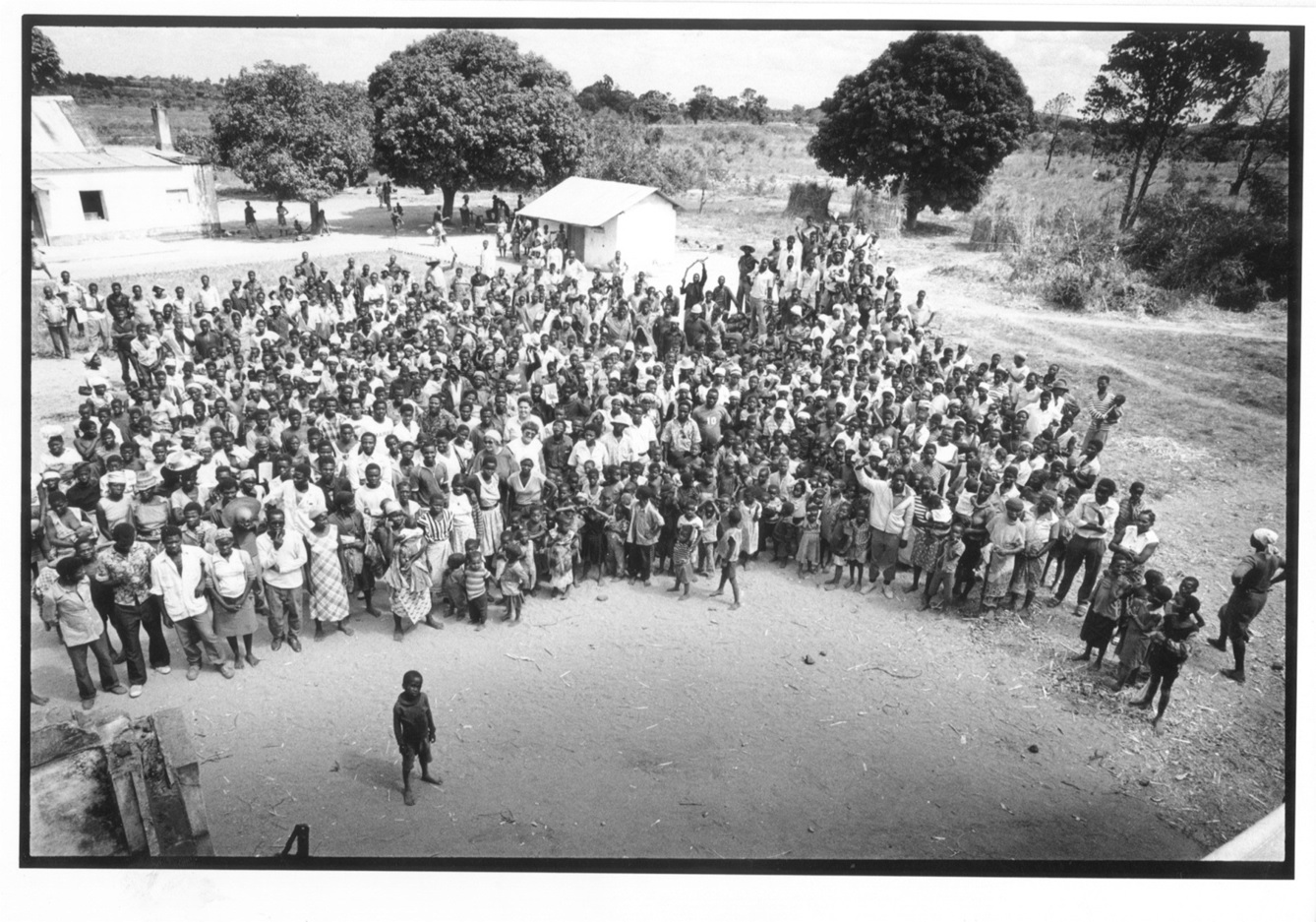
Parte del grupo de los 850 participantes en el Laboratorio Organizacional de Terreno (LOT) de Matzinho en Mozambique en guerra, en 1992.

El autor del Laboratorio Organizacional es el sociólogo brasileño Clodomir Santos de Morais.  Sus principales elementos son un grupo grande de gente, con un mínimo situado por de Morais en 40 personas, y un máximo no especificado, o, en términos prácticos, tantos como las condiciones lo permitan; plena libertad de organización dentro de la ley; y todos los recursos necesarios en las manos del grupo participante. Las bases del laboratorio, originalmente distribuidos en copias mimeografiadas, han sido reproducidos en muchos países, lenguajes y formas (incluyendo un formato de historieta) en el curso de los años.

## Campo de estudio

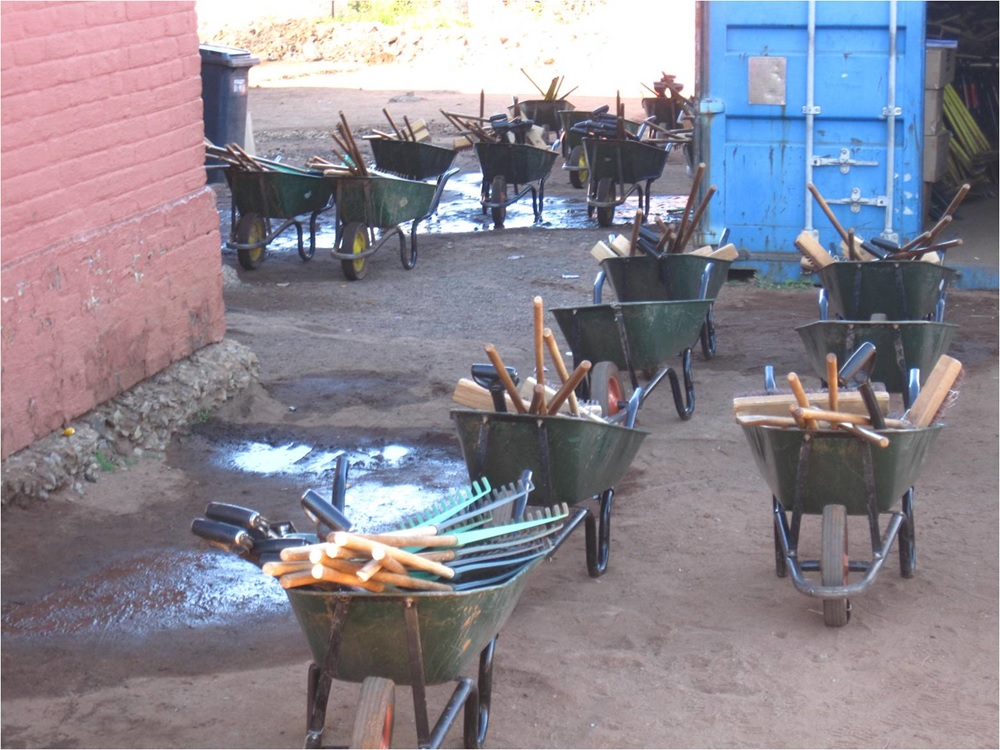
Imagen labotatio organizacional

La observación original de Santos de Morais fue que la gente, cuando está forzada por ciertas circunstancias, y compartiendo una base de recursos común, aprende a organizarse de una forma compleja, que incluye la división del trabajo. Durante un evento seminal en Recife, Brasil, en 1954, del cual él formó parte, un grupo numeroso de activistas se había reunido en una residencia familiar del pueblo. Las condiciones de estrechez en las que se encontraban, combinadas con las necesidades de mantener las actividades en secreto, para no alertar a la policía, «demandaron una gran disciplina y coordinación para dividir y sincronizar las actividades que mantenían el curso en operación». La posterior constatación de que los participantes habían aprendido poco sobre el tema en cuestión, pero «sí, mucho de organización», se convirtió en la inspiración y el punto de partida para lo que habría de llegar a ser el «Laboratorio Organizacional». Construyendo sobre esta base, los seguidores de la práctica Moraiseana corroboraron el descubrimiento original de Morais, en el sentido de que la organización no se «enseña», ni se «da» a un grupo social: el grupo «logra organización como consecuencia de tener todas las herramientas y equipos necesarios para actuar, junto con la libertad de organización».
El campo de estudio del Laboratorio Organizacional, en su sentido más amplio, es la psicología social, disciplina que hace el puente entre la psicología y la sociología. El enfoque del «grupo grande», inherente al LO, está basado en la actividad. Por ello sobresale en una disciplina que ha sido notable por una larga tradición que está, por el contrario, constituida por enfoques focalizados en el grupo pequeño, basados típicamente en el conductismo tales como la dinámica de grupos y el entrenamiento a través de los grupos-T («T-groups» o «Training-groups»).
Basado en la «Actividad»  significa que para que la gente aprenda, un objeto real tiene que estar en el centro de la situación de aprendizaje. Tal como dice Jacinta Correia, para aprender a ir en bicicleta, tiene que haber una bicicleta a la cual subirse. En el contexto del Laboratorio no es el instructor ni el entrenador ni el educador quien instruye o educa. La instrucción o la educación es el resultado de la relación de actividad en la que se sitúa la persona, en la cual es el «objeto el que enseña».
En América del Sur, su lugar de origen, este enfoque es conocido como «Método de Capacitación Masiva» (MCM).

## Alcance Internacional
La idea del Laboratorio Organizacional se originó en Brasil, en el seminario de Recife, en el cual participó de Morais en 1954. Entre las consecuencias del Golpe de Estado en Brasil de 1964, de Morais comenzó un exilio de 23 años. Se desempeñó como consultor de instituciones nacionales e internacionales. A fines de los sesenta el Laboratorio Organizacional se había extendido hasta llegar a ser una constante en un cierto número de esfuerzos de Reforma Agraria en América Latina y proyectos de Desarrollo rural y de Desarrollo social en Costa Rica, México, Panamá, Colombia, El Salvador, Venezuela, Ecuador, Honduras, Perú, Nicaragua, Guatemala e incluso Portugal. Una vez que Clodomir Santos de Morais pudo regresar a su país, Brasil, el Laboratorio Organizacional fue aplicado allí a nivel nacional, y paralelamente alcanzó también el Caribe Anglófono y algunos países de África.

## Impacto

### Durante un Laboratorio
Para implementar un Laboratorio Organizational el equipo de los Facilitadores del Laboratorio debe estar organizado en forma de empresa, la que pasa a llamarse «Empresa de los Facilitadores» (EF), originalmente llamada «Estructura Primaria» por de Morais, y de una «Empresa de los Participantes» (EP). Un Laboratorio Organizacional realizado en Sudáfrica, televisado por la South African Broadcasting Corporation (SABC) e implementado por las ONG Seriti Institute y Soul City, dio origen al programa conocido como «Kwanda», en el que se popularizaron las denominaciones «Crew» (Personal técnico) para los facilitadores y «Team» (Equipo) para el grupo de participantes como una manera de uniformar la terminología entre los equipos de filmación y de facilitación del laboratorio.
La EF es el marco institucional que permite llevar a cabo todas las actividades de organización y de enseñanza-aprendizaje que tienen lugar antes, durante y después del laboratorio. Se crea antes de su inicio y permanece en funciones después de la clausura. Al inicio del Laboratorio la primera tarea de los participantes es la creación de la Empresa de los Participantes, la que usualmente inicia sus actividades con un periodo de ensayo y error, llamado anomia por de Morais.
Después de dicha fase inicial, la Empresa de los Participantes comienza a organizar su trabajo productivo, sujeto a contratos negociados con la Empresa de los Facilitadores. El trabajo realizado es remunerado con dinero proveniente del Fondo de Desarrollo a precios de mercado.
Las habilidades adquiridas en el Laboratorio incluyen técnicas de organización y administración empresarial, entre ellas la administración del tiempo de trabajo, registros financieros y de producción, planificación, evaluación y análisis crítico de los resultados parciales del grupo, elaboración de informes, elaboración de presupuestos y propuestas para participar en concursos y licitaciones, además de habilidades profesionales en las áreas de carpintería, construcción, soldadura, costura, cultivos, cocina, manejo de computadores y otras. Todo ello basado en actividades especiales dirigidas a la adquisición y/o mejoramiento de las capacidades de lectura, escritura y habilidades numéricas básicas.

### Después del Laboratorio

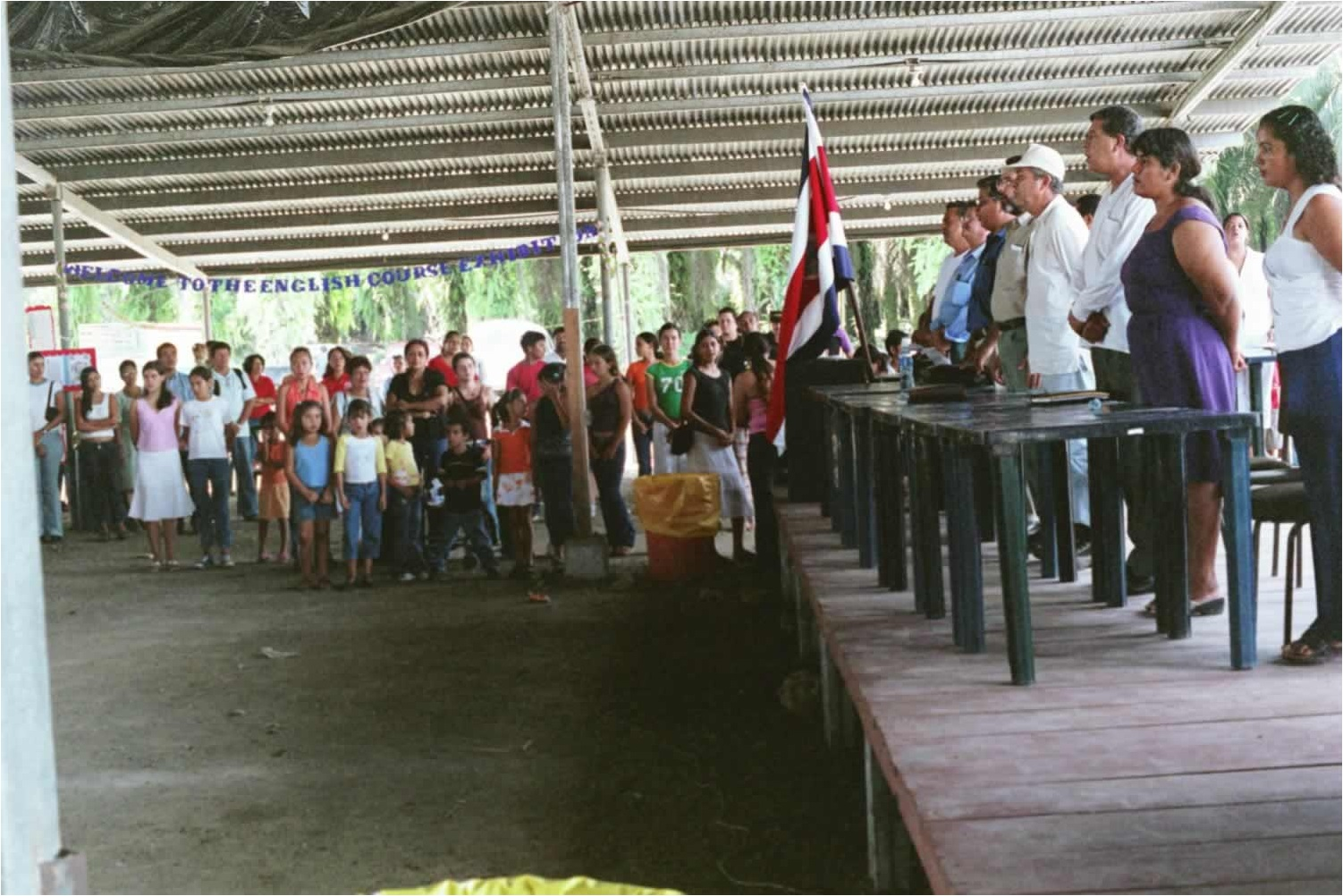
Ceremonia de clausura del Laboratorio de Terreno (LOT) celebrado en Laurel (Costa Rica) en el año 2005: los 543 participantes eligieron cursos de inglés (véase banderola), carpintería, electrónica, pastelería e informática entre otros.

Las instituciones que han patrocinado Laboratorios Organizacionales desde los años sesenta en adelante van desde las agencias especializadas de Naciones Unidas y universidades hasta organizaciones no gubernamentales (ONG) nacionales e internacionales, gobiernos centrales y regionales de los países y municipios. Entre ellas cabe citar la FAO, OIT, PNUD, el IICA, la Universidad Nacional (UNA) de Heredia en Costa Rica, la Universidad Autónoma de Chapingo en México, el IHDER de Honduras, 'terre des hommes' (Alemania), el Concern Worldwide (Mozambique), Catholic Relief Services (Zimbabue), el Hivos (Países Bajos), el NPA (Norwegian People's Aid, Mozambique), Redd Barna (Noruega), y recientemente, en Sudáfrica, la ONG Soul City Institute y la televisora South African Broadcasting Corporation. Estas últimas, lideradas por el Seriti Institute y en cooperación con el Departamento de Desarrollo Social, desarrollaron programas de televisión del género «Reality TV» basados en el Laboratorio Organizacional («Organization Workshop»).
El carácter «masivo» que le dio al Laboratorio el nombre de «Método de Capacitación Masiva» (MCM) es más visible cuando, como en los casos de Brasil, Honduras y Costa Rica, los Laboratorios tienen lugar a niveles regional o nacional. Cabe mencionar, en este contexto, el  modelo Proyecto (Nacional) de Generación de Empleos e Ingresos, alias PROGER/PRONAGER, en Brasil, con participación de 110 946 personas en 282 LOs, en el periodo 2000-2002. Informes oficiales citan 3.194 empresas nacientes y 25 077 nuevos empleos en este mismo periodo. En São Paulo, también en Brasil, 22 000 personas participaron en 104 Laboratorios de Terreno (LOTs) implementados por el Programa de Auto-empleo en los años 1976 al 1978, los que tuvieron como resultado la creación de 711 nuevas empresas, incluyendo Bancos del Pueblo. A su vez, 27 000 personas participaron en más de 200 Laboratorios Organizacionales en los años 1973 al 1976, desarrollados por el PROCCARA, Programa de Capacitación Campesina para la Reforma Agraria de Honduras lo que llevó a la creación de 1.053 nuevas empresas.) Algunas de ellas, las más grandes y significativas, se encuentran operando actualmente. En Europa,
6.000 trabajadores del sector Cooperativo de Portugal (INSCOOP) se graduaron en los cursos impartidos por el programa POR/OIT/PNUD/007, 1979. En Costa Rica, desde 2010, se encuentra en desarrollo el Programa Germinadora declarado «Proyecto de Interés Público» por la actual Presidenta Laura Chinchilla Miranda en el año 2012.